# Jugador del mes de La Liga

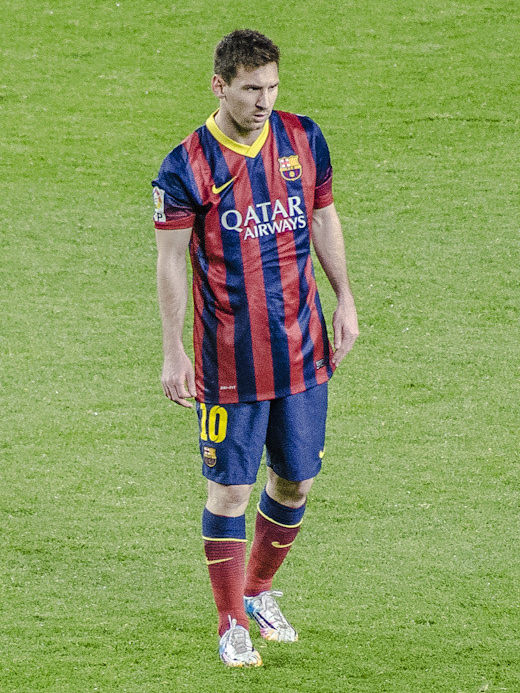
Lionel Messi ha ganado un récord de ocho premios al Jugador del Mes.

El premio Jugador del Mes de La Liga es un premio que se concede en la Primera División de España desde la temporada 2013/14 al mejor jugador de cada mes de la temporada.

El jugador del mes de La Liga es elegido a través de un proceso de votación en el que los aficionados tienen un papel importante. Los seguidores pueden participar en las votaciones mensuales organizadas por La Liga para decidir qué jugador se lleva el trofeo en cada categoría.

## Galardonados

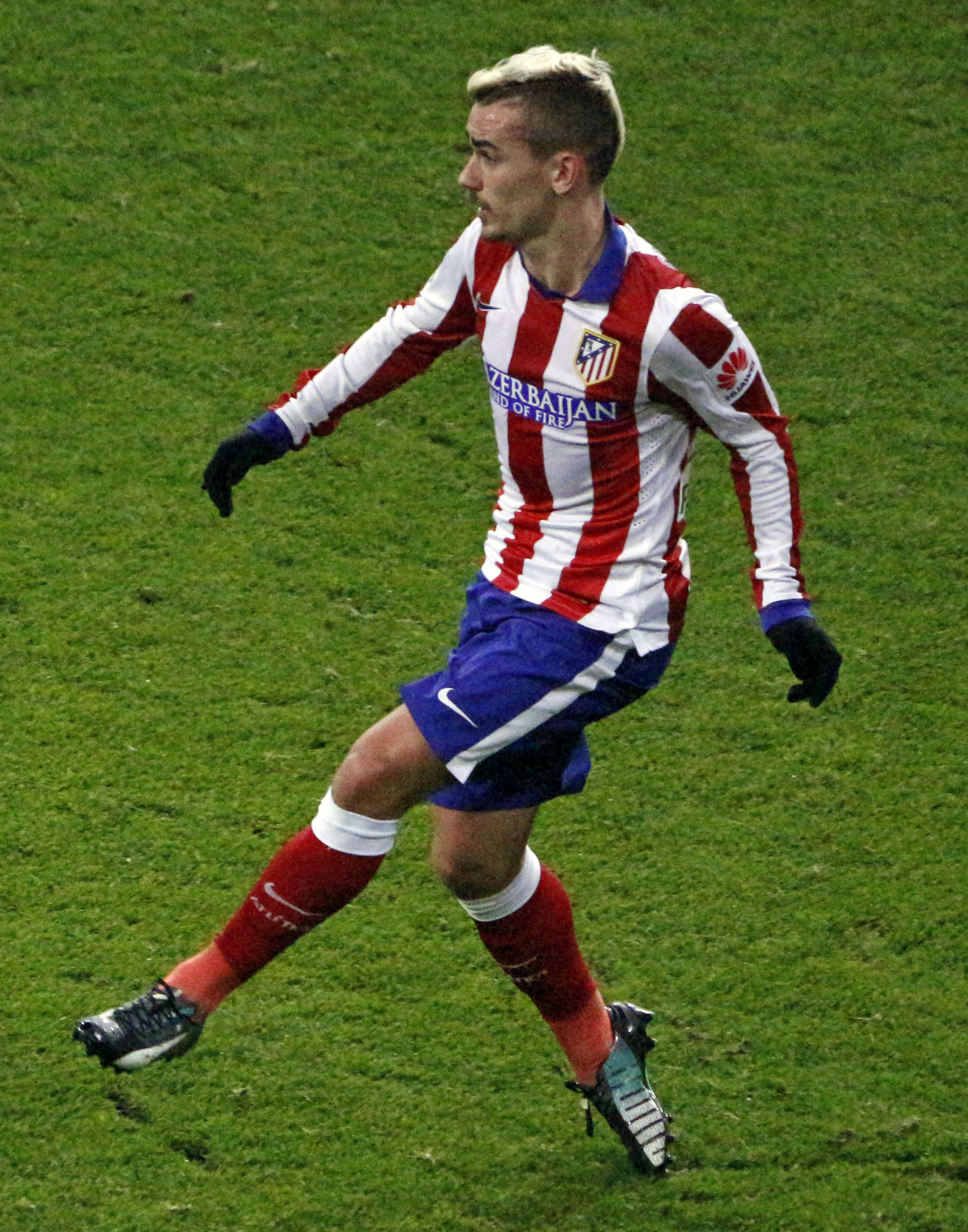
Antoine Griezmann ha sido nombrado Jugador del Mes en ocho ocasiones, un récord conjunto a Lionel Messi.

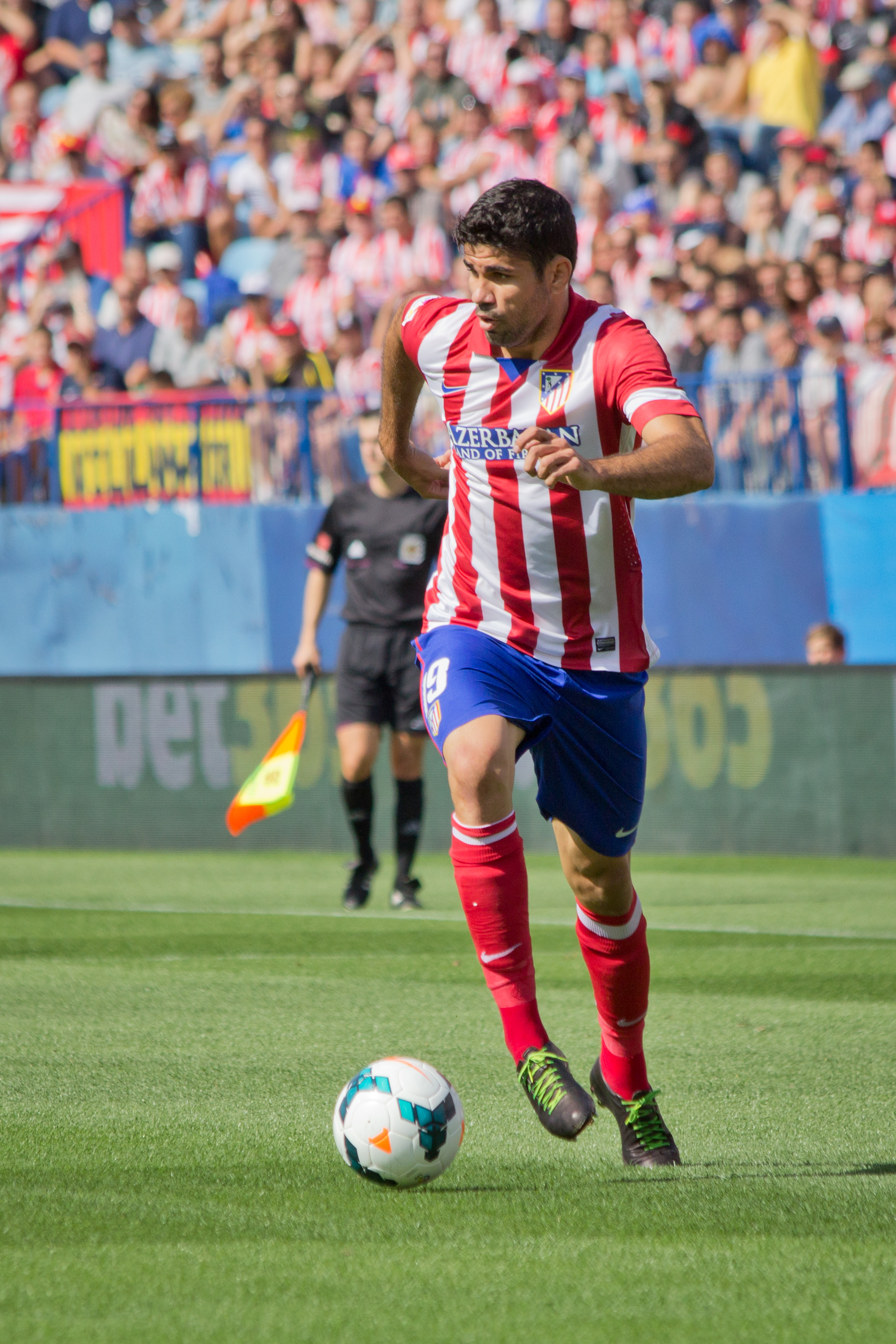
Diego Costa ganó el primer premio al Jugador del Mes en septiembre de 2013.

| Mes        | Año  | Jugador            | Nacionalidad                    | Pos.           | Club                | Ref.    |
| ---------- | ---- | ------------------ | ------------------------------- | -------------- | ------------------- | ------- |
| Septiembre | 2013 | Diego Costa        | España                          | Atacante       | Atlético Madrid     | [ 2 ]   |
| Octubre    | 2013 | Koke               | España                          | Centrocampista | Atlético Madrid     | [ 3 ]   |
| Noviembre  | 2013 | Cristiano Ronaldo  | Portugal                        | Atacante       | Real Madrid         | [ 4 ]   |
| Diciembre  | 2013 | Carlos Vela        | México                          | Atacante       | Real Sociedad       | [ 5 ]   |
| Enero      | 2014 | Ivan Rakitić       | Croacia                         | Centrocampista | Sevilla             | [ 6 ]   |
| Febrero    | 2014 | Rafinha            | Brasil                          | Centrocampista | Celta Vigo          | [ 7 ]   |
| Marzo      | 2014 | Keylor Navas       | Costa Rica                      | Portero        | Levante             | [ 8 ]   |
| Abril      | 2014 | Diego Godín        | Uruguay                         | Defensa        | Atlético Madrid     | [ 9 ]   |
| Mayo       | 2014 | Diego Godín        | Uruguay                         | Defensa        | Atlético Madrid     | [ 10 ]  |
| Septiembre | 2014 | Nolito             | España                          | Atacante       | Celta Vigo          | [ 11 ]  |
| Octubre    | 2014 | Karim Benzema      | Francia                         | Atacante       | Real Madrid         | [ 12 ]  |
| Noviembre  | 2014 | Carlos Vela        | México                          | Atacante       | Real Sociedad       | [ 13 ]  |
| Diciembre  | 2014 | Luciano Vietto     | Argentina                       | Atacante       | Villarreal          | [ 14 ]  |
| Enero      | 2015 | Antoine Griezmann  | Francia                         | Atacante       | Atlético Madrid     | [ 15 ]  |
| Febrero    | 2015 | Alberto Bueno      | España                          | Atacante       | Rayo Vallecano      | [ 16 ]  |
| Marzo      | 2015 | Vitolo             | España                          | Atacante       | Sevilla             | [ 17 ]  |
| Abril      | 2015 | Antoine Griezmann  | Francia                         | Atacante       | Atlético Madrid     | [ 18 ]  |
| Mayo       | 2015 | Cristiano Ronaldo  | Portugal                        | Atacante       | Real Madrid         | [ 19 ]  |
| Septiembre | 2015 | Nolito             | España                          | Atacante       | Celta Vigo          | [ 20 ]  |
| Octubre    | 2015 | Borja Bastón       | España                          | Atacante       | Eibar               | [ 21 ]  |
| Noviembre  | 2015 | Neymar             | Brasil                          | Atacante       | Barcelona           | [ 22 ]  |
| Diciembre  | 2015 | Lucas Pérez        | España                          | Atacante       | Deportivo La Coruña | [ 23 ]  |
| Enero      | 2016 | Lionel Messi       | Argentina                       | Atacante       | Barcelona           | [ 24 ]  |
| Febrero    | 2016 | Miku               | Venezuela                       | Atacante       | Rayo Vallecano      | [ 25 ]  |
| Marzo      | 2016 | Aritz Aduriz       | España                          | Atacante       | Athletic Club       | [ 26 ]  |
| Abril      | 2016 | Koke               | España                          | Centrocampista | Atlético Madrid     | [ 27 ]  |
| Mayo       | 2016 | Luis Suárez        | Uruguay                         | Atacante       | Barcelona           | [ 28 ]  |
| Agosto     | 2016 | Jon Ander Serantes | España                          | Portero        | Leganés             | [ 29 ]  |
| Septiembre | 2016 | Antoine Griezmann  | Francia                         | Atacante       | Atlético Madrid     | [ 30 ]  |
| Octubre    | 2016 | Iago Aspas         | España                          | Atacante       | Celta Vigo          | [ 31 ]  |
| Noviembre  | 2016 | Diego López        | España                          | Portero        | Espanyol            | [ 32 ]  |
| Diciembre  | 2016 | Florin Andone      | Rumania                         | Atacante       | Deportivo La Coruña | [ 33 ]  |
| Enero      | 2017 | Steven Nzonzi      | Francia                         | Centrocampista | Sevilla             | [ 34 ]  |
| Febrero    | 2017 | Sergi Enrich       | España                          | Atacante       | Eibar               | [ 35 ]  |
| Marzo      | 2017 | Antoine Griezmann  | Francia                         | Atacante       | Atlético Madrid     | [ 36 ]  |
| Abril      | 2017 | Lionel Messi       | Argentina                       | Atacante       | Barcelona           | [ 37 ]  |
| Mayo       | 2017 | Cristiano Ronaldo  | Portugal                        | Atacante       | Real Madrid         | [ 38 ]  |
| Septiembre | 2017 | Simone Zaza        | Italia                          | Atacante       | Valencia            | [ 39 ]  |
| Octubre    | 2017 | Cédric Bakambu     | República Democrática del Congo | Atacante       | Villarreal          | [ 40 ]  |
| Noviembre  | 2017 | Iago Aspas         | España                          | Atacante       | Celta Vigo          | [ 41 ]  |
| Diciembre  | 2017 | Luis Suárez        | Uruguay                         | Atacante       | Barcelona           | [ 42 ]  |
| Enero      | 2018 | Aritz Aduriz       | España                          | Atacante       | Athletic Club       | [ 43 ]  |
| Febrero    | 2018 | Antoine Griezmann  | Francia                         | Atacante       | Atlético Madrid     | [ 44 ]  |
| Marzo      | 2018 | Rodrigo Moreno     | España                          | Atacante       | Valencia            | [ 45 ]  |
| Abril      | 2018 | Lionel Messi       | Argentina                       | Atacante       | Barcelona           | [ 46 ]  |
| Septiembre | 2018 | Lionel Messi       | Argentina                       | Atacante       | Barcelona           | [ 47 ]  |
| Octubre    | 2018 | Luis Suárez        | Uruguay                         | Atacante       | Barcelona           | [ 48 ]  |
| Noviembre  | 2018 | Tomáš Vaclík       | República Checa                 | Portero        | Sevilla             | [ 49 ]  |
| Diciembre  | 2018 | Antoine Griezmann  | Francia                         | Atacante       | Atlético Madrid     | [ 50 ]  |
| Enero      | 2019 | Iñaki Williams     | Ghana                           | Atacante       | Athletic Club       | [ 51 ]  |
| Febrero    | 2019 | Jaime Mata         | España                          | Atacante       | Getafe              | [ 52 ]  |
| Marzo      | 2019 | Lionel Messi       | Argentina                       | Atacante       | Barcelona           | [ 53 ]  |
| Abril      | 2019 | Iago Aspas         | España                          | Atacante       | Celta Vigo          | [ 54 ]  |
| Septiembre | 2019 | Martin Ødegaard    | Noruega                         | Atacante       | Real Sociedad       | [ 55 ]  |
| Octubre    | 2019 | Karl Toko Ekambi   | Camerún                         | Atacante       | Villarreal          | [ 56 ]  |
| Noviembre  | 2019 | Lionel Messi       | Argentina                       | Atacante       | Barcelona           | [ 57 ]  |
| Diciembre  | 2019 | Luis Suárez        | Uruguay                         | Atacante       | Barcelona           | [ 58 ]  |
| Enero      | 2020 | Thibaut Courtois   | Bélgica                         | Portero        | Real Madrid         | [ 59 ]  |
| Febrero    | 2020 | Lionel Messi       | Argentina                       | Atacante       | Barcelona           | [ 60 ]  |
| Junio      | 2020 | Karim Benzema      | Francia                         | Atacante       | Real Madrid         | [ 61 ]  |
| Septiembre | 2020 | Ansu Fati          | España                          | Atacante       | Barcelona           | [ 62 ]  |
| Octubre    | 2020 | Mikel Oyarzabal    | España                          | Atacante       | Real Sociedad       | [ 63 ]  |
| Noviembre  | 2020 | João Félix         | Portugal                        | Atacante       | Atlético Madrid     | [ 64 ]  |
| Diciembre  | 2020 | Iago Aspas         | España                          | Atacante       | Celta Vigo          | [ 65 ]  |
| Enero      | 2021 | Youssef En-Nesyri  | Marruecos                       | Atacante       | Sevilla             | [ 66 ]  |
| Febrero    | 2021 | Lionel Messi       | Argentina                       | Atacante       | Barcelona           | [ 67 ]  |
| Marzo      | 2021 | Karim Benzema      | Francia                         | Atacante       | Real Madrid         | [ 68 ]  |
| Abril      | 2021 | Fernando           | Brasil                          | Centrocampista | Sevilla             | [ 69 ]  |
| Mayo       | 2021 | Jan Oblak          | Eslovenia                       | Portero        | Atlético Madrid     | [ 70 ]  |
| Septiembre | 2021 | Karim Benzema      | Francia                         | Atacante       | Real Madrid         | [ 71 ]  |
| Octubre    | 2021 | Robin Le Normand   | España                          | Defensa        | Real Sociedad       | [ 72 ]  |
| Noviembre  | 2021 | Vinícius Júnior    | Brasil                          | Atacante       | Real Madrid         | [ 73 ]  |
| Diciembre  | 2021 | Juanmi             | España                          | Atacante       | Real Betis          | [ 74 ]  |
| Enero      | 2022 | Ángel Correa       | Argentina                       | Atacante       | Atlético Madrid     | [ 75 ]  |
| Febrero    | 2022 | Thibaut Courtois   | Bélgica                         | Portero        | Real Madrid         | [ 76 ]  |
| Marzo      | 2022 | João Félix         | Portugal                        | Atacante       | Atlético Madrid     | [ 77 ]  |
| Abril      | 2022 | Karim Benzema      | Francia                         | Atacante       | Real Madrid         | [ 78 ]  |
| Mayo       | 2022 | Vedat Muriqi       | Kosovo                          | Atacante       | Mallorca            | [ 79 ]  |
| August     | 2022 | Borja Iglesias     | España                          | Atacante       | Real Betis          | [ 80 ]  |
| Septiembre | 2022 | Federico Valverde  | Uruguay                         | Centrocampista | Real Madrid         | [ 81 ]  |
| Octubre    | 2022 | Robert Lewandowski | Polonia                         | Atacante       | Barcelona           | [ 82 ]  |
| Enero      | 2023 | Alexander Sørloth  | Noruega                         | Atacante       | Real Sociedad       | [ 83 ]  |
| Febrero    | 2023 | Gabri Veiga        | España                          | Centrocampista | Celta Vigo          | [ 84 ]  |
| Marzo      | 2023 | Antoine Griezmann  | Francia                         | Atacante       | Atlético Madrid     | [ 85 ]  |
| Abril      | 2023 | Youssef En-Nesyri  | Marruecos                       | Atacante       | Sevilla             | [ 86 ]  |
| Mayo       | 2023 | Nicolas Jackson    | Senegal                         | Atacante       | Villarreal          | [ 87 ]  |
| Agosto     | 2023 | Jude Bellingham    | Inglaterra                      | Centrocampista | Real Madrid         | [ 88 ]  |
| Noviembre  | 2023 | Takefusa Kubo      | Japón                           | Centrocampista | Real Sociedad       | [ 89 ]  |
| Octubre    | 2023 | Jude Bellingham    | Inglaterra                      | Centrocampista | Real Madrid         | [ 90 ]  |
| November   | 2023 | Antoine Griezmann  | Francia                         | Atacante       | Atlético Madrid     | [ 91 ]  |
| Diciembre  | 2023 | Artem Dovbyk       | Ucrania                         | Atacante       | Girona              | [ 92 ]  |
| Enero      | 2024 | Kirian Rodríguez   | España                          | Centrocampista | Las Palmas          | [ 93 ]  |
| Febrero    | 2024 | Robert Lewandowski | Polonia                         | Atacante       | Barcelona           | [ 94 ]  |
| Marzo      | 2024 | Vinícius Júnior    | Brasil                          | Atacante       | Real Madrid         | [ 95 ]  |
| Abril      | 2024 | Isco               | España                          | Centrocampista | Real Betis          | [ 96 ]  |
| Agosto     | 2024 | Raphinha           | Brasil                          | Atacante       | Barcelona           | [ 97 ]  |
| Septiembre | 2024 | Lamine Yamal       | España                          | Atacante       | Barcelona           | [ 98 ]  |
| Octubre    | 2024 | Robert Lewandowski | Polonia                         | Atacante       | Barcelona           | [ 99 ]  |
| Noviembre  | 2024 | Vinícius Júnior    | Brasil                          | Atacante       | Real Madrid         | [ 100 ] |
| Diciembre  | 2024 | Jude Bellingham    | Inglaterra                      | Centrocampista | Real Madrid         | [ 101 ] |
| Enero      | 2025 | Kylian Mbappé      | Francia                         | Atacante       | Real Madrid         | [ 102 ] |
| Febrero    | 2025 | Oihan Sancet       | España                          | Centrocampista | Athletic Club       | [ 103 ] |
| Marzo      | 2025 | Isco               | España                          | Centrocampista | Real Betis          | [ 104 ] |
| Abril      | 2025 | Pedri              | España                          | Centrocampista | Barcelona           | [ 105 ] |

## Galardonados múltiples
La siguiente tabla enumera el número de premios ganados por los jugadores que han ganado al menos dos premios de Jugador del Mes.
Los jugadores en negrita siguen activos en La Liga.
Actualizado en diciembre de 2024.
| Ranking | Jugador            | Premios |
| ------- | ------------------ | ------- |
| 1º      | Antoine Griezmann  | 8       |
| 1º      | Lionel Messi       | 8       |
| 3º      | Karim Benzema      | 5       |
| 4º      | Iago Aspas         | 4       |
| 4º      | Luis Suárez        | 4       |
| 6º      | Jude Bellingham    | 3       |
| 6º      | Robert Lewandowski | 3       |
| 6º      | Cristiano Ronaldo  | 3       |
| 6º      | Vinícius Júnior    | 3       |
| 10º     | Aritz Aduriz       | 2       |
| 10º     | Thibaut Courtois   | 2       |
| 10º     | Youssef En-Nesyri  | 2       |
| 10º     | João Félix         | 2       |
| 10º     | Diego Godín        | 2       |
| 10º     | Koke               | 2       |
| 10º     | Nolito             | 2       |
| 10º     | Carlos Vela        | 2       |
| 10º     | Isco               | 2       |

## Galardonados por nacionalidad
| País                            | Jugadores | Premios |
| ------------------------------- | --------- | ------- |
| España                          | 24        | 31      |
| Francia                         | 5         | 16      |
| Argentina                       | 3         | 10      |
| Brasil                          | 6         | 8       |
| Uruguay                         | 3         | 7       |
| Portugal                        | 2         | 5       |
| Inglaterra                      | 1         | 3       |
| Polonia                         | 1         | 3       |
| Noruega                         | 2         | 2       |
| Bélgica                         | 1         | 2       |
| México                          | 1         | 2       |
| Marruecos                       | 1         | 2       |
| Camerún                         | 1         | 1       |
| Costa Rica                      | 1         | 1       |
| Croacia                         | 1         | 1       |
| República Checa                 | 1         | 1       |
| República Democrática del Congo | 1         | 1       |
| Italia                          | 1         | 1       |
| Japón                           | 1         | 1       |
| Kosovo                          | 1         | 1       |
| Rumania                         | 1         | 1       |
| Senegal                         | 1         | 1       |
| Eslovenia                       | 1         | 1       |
| Ucrania                         | 1         | 1       |
| Venezuela                       | 1         | 1       |

## Galardonados por posición
Actualizado en diciembre de 2024.
| Posición       | Jugadores | Premios |
| -------------- | --------- | ------- |
| Delantero      | 42        | 77      |
| Centrocampista | 12        | 16      |
| Portero        | 6         | 7       |
| Defensa        | 2         | 3       |

## Galardonados por equipo
Actualizado en diciembre de 2024.
| Club                   | Players | Wins |
| ---------------------- | ------- | ---- |
| FC Barcelona           | 7       | 18   |
| Atlético Madrid        | 7       | 17   |
| Real Madrid            | 7       | 16   |
| Celta Vigo             | 4       | 8    |
| Sevilla FC             | 6       | 7    |
| Real Sociedad          | 6       | 7    |
| Athletic Club          | 3       | 4    |
| Villarreal             | 4       | 4    |
| Real Betis             | 3       | 4    |
| Deportivo de La Coruña | 2       | 2    |
| SD Eibar               | 2       | 2    |
| Rayo Vallecano         | 2       | 2    |
| Valencia CF            | 2       | 2    |
| RCD Espanyol           | 1       | 1    |
| Getafe CF              | 1       | 1    |
| Girona FC              | 1       | 1    |
| UD Las Palmas          | 1       | 1    |
| CD Leganés             | 1       | 1    |
| Levante UD             | 1       | 1    |
| RCD Mallorca           | 1       | 1    |

## Jugador del mes de la Liga Sub-23
Desde la temporada 2023-24, se premia al mejor jugador sub-23 del mes.

### Galardonados
| Mes        | Año  | Jugador          | Nacionalidad   | Posición       | Club         | Ref.    |
| ---------- | ---- | ---------------- | -------------- | -------------- | ------------ | ------- |
| Agosto     | 2023 | Lamine Yamal     | España         | Atacante       | Barcelona    | [ 106 ] |
| Septiembre | 2023 | Javi Guerra      | España         | Centrocampista | Valencia     | [ 107 ] |
| Octubre    | 2023 | Bryan Zaragoza   | España         | Atacante       | Granada      | [ 108 ] |
| Noviembre  | 2023 | Rodrygo          | Brasil         | Atacante       | Real Madrid  | [ 109 ] |
| Diciembre  | 2023 | Yan Couto        | Brasil         | Defensa        | Girona       | [ 110 ] |
| Enero      | 2024 | Savinho          | Brasil         | Atacante       | Girona       | [ 111 ] |
| Febrero    | 2024 | Johnny Cardoso   | Estados Unidos | Centrocampista | Real Betis   | [ 112 ] |
| Marzo      | 2024 | Pau Cubarsí      | España         | Defensa        | Barcelona    | [ 113 ] |
| Abril      | 2024 | Miguel Gutiérrez | España         | Defensa        | Girona       | [ 114 ] |
| Agosto     | 2024 | Lamine Yamal     | España         | Atacante       | Barcelona    | [ 115 ] |
| Septiembre | 2024 | Alberto Moleiro  | España         | Atacante       | Las Palmas   | [ 116 ] |
| Octubre    | 2024 | Pedri            | España         | Centrocampista | Barcelona    | [ 117 ] |
| Noviembre  | 2024 | Fábio Silva      | Portugal       | Atacante       | Las Palmas   | [ 118 ] |
| Diciembre  | 2024 | Arda Güler       | Turquía        | Centrocampista | Real Madrid  | [ 119 ] |
| Enero      | 2025 | Jude Bellingham  | Inglaterra     | Centrocampista | Real Madrid  | [ 120 ] |
| Febrero    | 2025 | Lamine Yamal     | España         | Atacante       | FC Barcelona | [ 121 ] |
| Marzo      | 2025 | Diego López      | España         | Atacante       | Valencia     | [ 122 ] |
| Abril      | 2025 | Fábio Silva      | Portugal       | Atacante       | Las Palmas   | [ 123 ] |